# Los Eduardos
Los Eduardos fue un dúo de música popular uruguayo integrado por Eduardo Larbanois y Eduardo Lago.

## Historia
Ambos oriundos de Tacuarembó, comenzaron en la década de 1970 a tocar en varias localidades de ese departamento y otras ciudades del interior uruguayo. En el transcurso de su trayectoria también realizaron presentaciones en Montevideo y distintos puntos de Argentina.
Su primer larga duración, titulado "Un cantar por el Norte" fue editado para el sello Ayuí / Tacuabé en 1974. El repertorio del mismo estuvo compuesto casi íntegramente por textos del poeta Washington Benavides, y música de Larbanois, Numa Moraes o Carlos Benavides. Salvo contadas excepciones, toda su producción musical fue sobre textos del mencionado poeta.
Las canciones contenidas en su segundo disco editado al año siguiente, tuvieron música compuesta por los artistas del dúo y Carlos Benavides, Ivo García, Yamandú Palacios y Wáshington Cardozo.
Antes de separarse en 1977, editan su tercer disco, producido esta vez por el sello Sondor. A fines de ese año Eduardo Larbanois se reúne con Mario Carrero, a quien había conocido años antes, y deciden crear el dúo Larbanois & Carrero.

## Discografía
- Un cantar por el Norte (Ayuí / Tacuabé a/m18. 1974)
- Los Eduardos 2 (Ayuí / Tacuabé a/e6. 1975)
- De mis pagos queridos (Sondor 44060. 1977)